# Somnium Obmutum
Somnium Obmutum – pierwszy album austriackiej grupy Estatic Fear.  Wydany przez CCP Records w 1996 roku. 

## Lista utworów
1. Des Nachtens Suss' Gedone (Instrumental With Lute) - 01:45
2. Somnium Obmutum - 32:13
3. As Autumn Calls - 04:14
4. Ode To Solitude - 18:32

## Twórcy
skład:
- Calix Miseriae – gitary: elektryczna i akustyczna, instrumenty klawiszowe, lutnia
- Beowulf – gitara basowa, śpiew
- Stauff – gitara
- Astaroth – perkusja

gościnnie:
- Petra Holzl – flet
- Marion – śpiew